# Lights Out (альбом UFO)
Lights Out — шестой студийный альбом британской рок-группы UFO, выпущенный в 1977 году на лейбле Chrysalis Records. По мнению некоторых критиков, Lights Out считается лучшим студийным альбомом UFO 1970-х годов.

## Об альбоме
Клавишника Дэнни Пейронела заменил бывший участник Savoy Brown Пол Рэймонд, игравший также на ритм-гитаре. Он стал соавтором нескольких песен, но в силу контрактных обязательств его имя не было указано в оригинальном издании альбома. Кроме собственного материала, в альбом вошла кавер-версия песни «Alone Again Or» группы Love.
Также группа сменила продюсера. Вместо Лео Лайонса, который работал над тремя предыдущими дисками, был приглашен Рон Невисон, ранее сотрудничавший с такими группами, как The Who, Bad Company и Led Zeppelin. Запись альбома прошла в AIR Studios в центре Лондона. Lights Out стал первым альбомом UFO, в котором были использованы струнные аранжировки, для их создания был приглашён Алан МакМиллан.
Дизайн обложки, как и у предыдущих альбомов коллектива, был выполнен студией Hipgnosis. На ней изображены вокалист Фил Могг и гитарист Михаэль Шенкер, скрывающиеся внутри лондонской электростанции Баттерси.
Ремастированная версия альбома была издана в 2008 году. В неё было включено 4 бонус-трека: концертные версии песен, записанные во время выступления в зале The Roundhouse.
В 2024-м году было выпущено ремастированное делюкс-издание на 2CD/3LP, состоящее из оригинального альбома, дополненного тремя бонус-треками и записью концерта, сделанной 2 апреля 1977 года в лондонском зале Roundhouse.

## Список композиций
| №                   | Название               | Автор(ы)                       | Длительность |
| ------------------- | ---------------------- | ------------------------------ | ------------ |
| 1.                  | «Too Hot to Handle»    | Фил Могг, Пит Уэй              | 3:37         |
| 2.                  | «Just Another Suicide» | Пол Рэймонд                    | 4:58         |
| 3.                  | «Try Me»               | Михаэль Шенкер, Могг, Рэймонд  | 4:49         |
| 4.                  | «Lights Out»           | Шенкер, Могг, Уэй, Энди Паркер | 4:33         |
| 5.                  | «Gettin’ Ready»        | Шенкер, Могг, Рэймонд          | 3:46         |
| 6.                  | «Alone Again Or»       | Брайан Макклин                 | 3:00         |
| 7.                  | «Electric Phase»       | Шенкер, Могг, Уэй              | 4:20         |
| 8.                  | «Love to Love»         | Шенкер, Могг                   | 7:38         |
| Общая длительность: | Общая длительность:    | Общая длительность:            | 36:41        |

| №                   | Название                            | Длительность |
| ------------------- | ----------------------------------- | ------------ |
| 10.                 | «Lights Out» (концертная версия)    | 5:14         |
| 11.                 | «Gettin’ Ready» (концертная версия) | 4:03         |
| 12.                 | «Love to Love» (концертная версия)  | 7:15         |
| 13.                 | «Try Me» (концертная версия)        | 4:03         |
| Общая длительность: | Общая длительность:                 | 57:16        |

## Участники записи
UFO:
- Фил Могг — вокал
- Михаэль Шенкер — соло-гитара
- Пол Рэймонд — клавишные, ритм-гитара
- Пит Уэй — бас-гитара
- Энди Паркер — ударные

Технический персонал:
- Рон Невисон[англ.] — продюсер
- Алан Макмиллан — оркестровка

## Позиция в чартах
| Год  | Страна         | Чарт                     | Позиция |
| ---- | -------------- | ------------------------ | ------- |
| 1977 | Великобритания | UK Albums Chart          | 54      |
| 1977 | США            | Billboard Top LPs & Tape | 23      |
| 1977 | Швеция         | Sverigetopplistan        | 31      |

| Хит-парад (1977)               | Позиция |
| ------------------------------ | ------- |
| США (Billboard Top Pop Albums) | 87      |